# Narciso Rodríguez de Armas
Narciso Manuel Rodríguez de Armas (Arucas, Las Palmas, España, 5 de octubre de 1962) es un exfutbolista español que jugaba como delantero.

## Clubes
| Club                         | País    | Año       |
| ---------------------------- | ------- | --------- |
| U. D. Las Palmas Atlético    | España  | 1980-1983 |
| U. D. Las Palmas             | España  | 1983      |
| Cultural y Deportiva Leonesa | España  | 1984-1985 |
| U. D. Las Palmas             | España  | 1985-1988 |
| Real Sporting de Gijón       | España  | 1988-1991 |
| Real Burgos C. F.            | España  | 1991-1993 |
| Cultural y Deportiva Leonesa | España  | 1993-1994 |
| Cartagena F. C.              | España  | 1994-1995 |
| F. C. Andorra                | Andorra | 1995-1996 |
| Club Atlético Bembibre       | España  | 1996-1997 |
| La Bañeza F. C.              | España  | 1997-2001 |